# Hamermolen

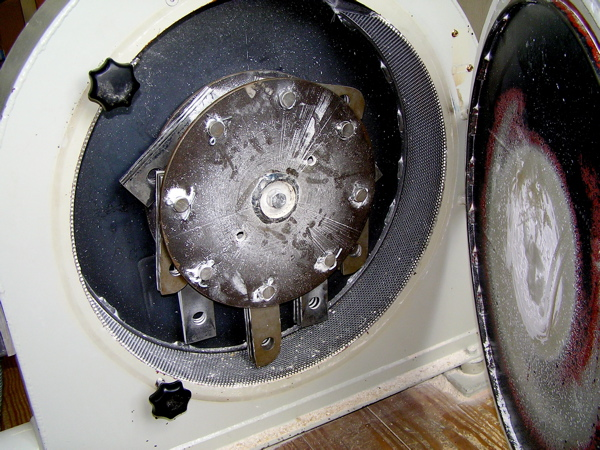
Hamermolen in een meelfabriek

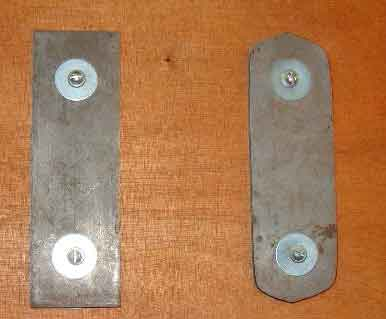
Hamers voor het vermalen van graan. Links nieuw, rechts versleten

Een hamermolen (ook wel mokermolen) is een machine waarmee plakkerige en clustervormende materialen tot kleinere deeltjes kunnen worden vermalen. Het verkleinen van materiaaldeeltjes wordt gedaan door het aangevoerde materiaal te onderwerpen aan snel ronddraaiende hamers, die scharnierend met de rotor verbonden zijn. Onderin bevindt zich een zeef, die het product afvoert zodra de gewenste korrelgrootte is bereikt.
De hamermolen is oorspronkelijk ontwikkeld voor de deeltjesverkleining van mineralen, maar kent intussen een breed scala aan toepassingen. Zo wordt het onder meer gebruikt bij het vermalen van graan,  en bevindt zich een hamermolen in een autoversnipperaar voor het recyclen van autowrakken.
Hamermolens zijn betrekkelijk eenvoudig en zijn in staat om veel soorten materiaal te vermalen, maar ze hebben als nadeel dat ze veel stof genereren en dat de korrelgrootte van het product nogal varieert. Ze zijn ook niet erg efficiënt en kunnen nogal wat warmte ontwikkelen.

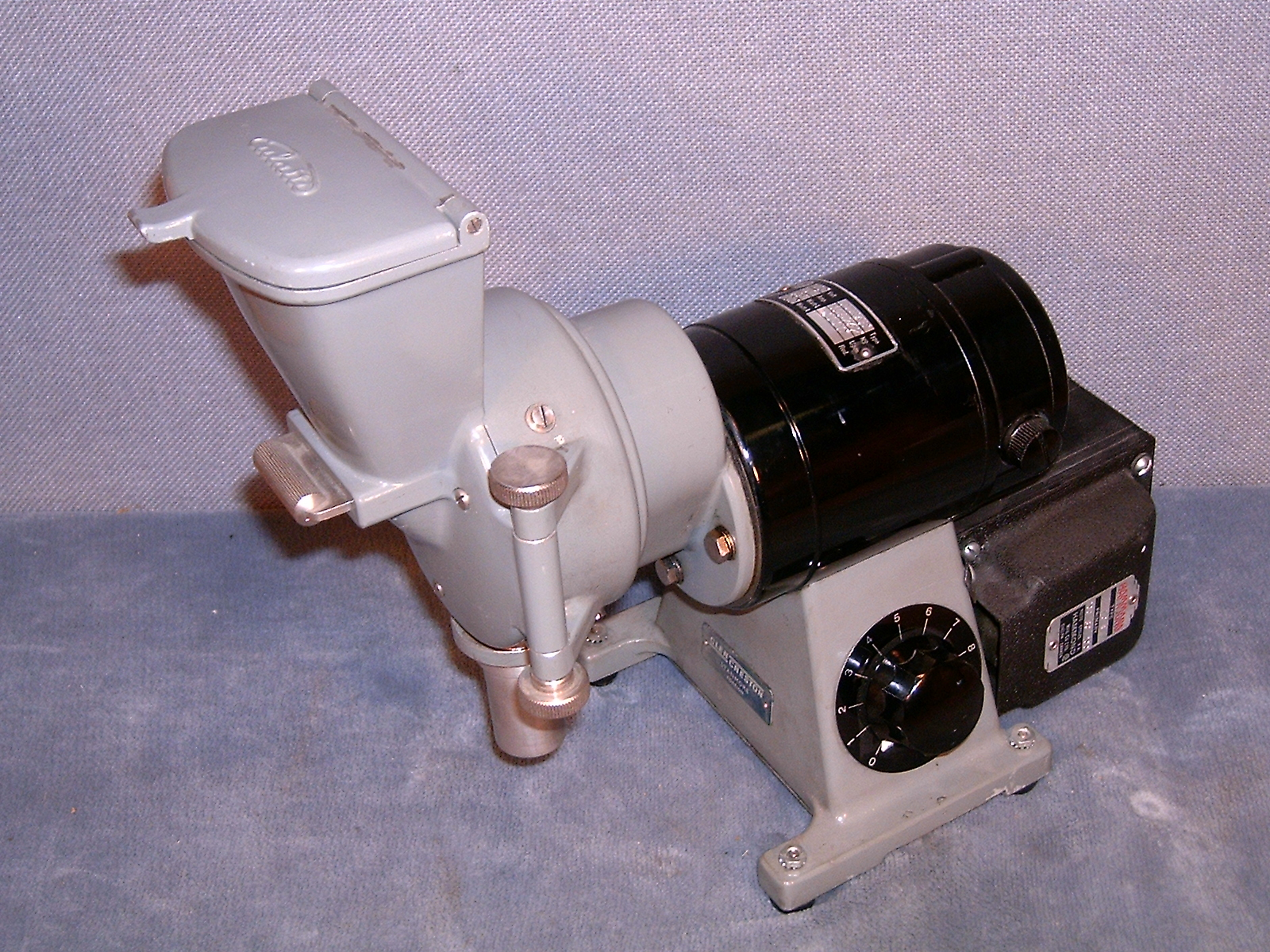
Glen Creston Stanmore hamermolen

|  |  |  |